# فاکس کریک، آلبرتا
فاکس کریک (به انگلیسی: Fox Creek) یک منطقهٔ مسکونی در کانادا است که در آلبرتا واقع شده‌است. فاکس کریک ۱٬۹۷۱ نفر جمعیت دارد و ۸۰۸ متر بالاتر از سطح دریا واقع شده‌است.